# Super Live in Japan
Super Live in Japan — второй DVD группы Queen + Paul Rogers, вышедший на двух дисках. Видео вышло только в Японии 28 апреля 2006 года. На первом диске показан концерт группы в городе Саитама 27 октября 2005 года. На втором диске показан 25-минутный документальный фильм «Backstage in Budapest», который состоит из интервью музыкантов и кадров о поездке группы в Будапешт в 1986 году.

## Список композиций
1. «Lose Yourself»[1]
2. «Reaching Out»
3. «Tie Your Mother Down»
4. «Fat Bottomed Girls»
5. «Another One Bites the Dust»
6. «Fire and Water»
7. «Crazy Little Thing Called Love»
8. «Say It's Not True»
9. «'39»
10. «Love of My Life»
11. «Teo Torriatte (Let Us Cling Together)»
12. «Hammer to Fall»
13. «Feel Like Makin' Love»
14. «Let There Be Drums»
15. «I'm in Love With My Car»
16. «Guitar Solo»
17. «Last Horizon»
18. «These Are the Days of Our Lives»
19. «Radio Ga Ga»
20. «Can't Get Enough»
21. «A Kind of Magic»
22. «Wishing Well»
23. «I Want It All»
24. «Bohemian Rhapsody»
25. «I Was Born to Love You»
26. «The Show Must Go On»
27. «All Right Now»
28. «We Will Rock You»
29. «We Are the Champions»
30. «God Save the Queen» [1]